# Анализ мочи по Сулковичу
Анализ мочи по Сулковичу (Про́ба Сулко́вича) — качественный анализ содержания кальция в моче (уровня кальциурии). Используется в педиатрии в качестве предварительного теста выведения кальция с мочой либо для контроля правильности подбора лечебной дозы витамина D с целью избежать передозировки.

Предложен американским эндокринологом Хиршем Вольфом Сулковичем (1906—1981) в 1937 году.

## Принцип метода
Анализ мочи по Сулковичу основывается на визуальном определении помутнения, образующегося при смешивании пробы мочи (содержащей растворённые соли кальция) с реактивом Сулковича, в состав которого входит щавелевая кислота. При взаимодействии растворённых в моче солей кальция со щавелевой кислотой образуется нерастворимый осадок (кристаллы щавелевокислого кальция), который визуально определяется как помутнение пробы. Степень помутнения (и, следовательно, содержание кальция в исходной пробе мочи) определяется визуально от „-“ (полное отсутствие помутнения) до „++++“ (очень сильное помутнение пробы). Результат определения кальция в моче при анализе по Сулковичу не даёт точного результата, поэтому этот анализ используется в качестве скрининг-теста для ранней диагностики нарушений обмена кальция, в том числе и эндокринных.

## Оценка полученных результатов
Для анализа по Сулковичу нужна проба утренней мочи ребёнка, собранная натощак (перед первым утренним кормлением).
- Нормальным считается показатель от „+“ до „++“.
- Отрицательный результат („-“) может свидетельствовать о недостатке витамина D у детей, либо при гипопаратиреозе[2] (при параллельном исследовании крови определяется гипокальциемия).
- Результат „+++“ или „++++“ — об избыточном выведении кальция с мочой, например при гиперпаратиреозе экскреция кальция с мочой может достигать 200 мг/сут[3].

Более точные и информативные результаты даёт определение содержания кальция в моче, собранной в течение суток («суточная моча»), а также одновременное определение уровня кальция в крови. Тем не менее, в педиатрической практике (особенно при обследовании детей грудного возраста) в качестве предварительного анализа (скрининг-теста) исследуется по Сулковичу именно утренняя порция мочи, (у ребёнка грудного возраста собрать или взять одну порцию мочи значительно легче, чем собрать суточную мочу, у дошкольника легче собрать суточную мочу). Для того, чтобы собрать суточную мочу родители высаживают ребёнка на горшок перед тем, как сами лягут спать, а утром собирают мочу в небольшую баночку.
При выявлении повышенного уровня кальция в скрининговой пробе, после консультации с врачом, проводится коррекция принимаемой дозы витамина D, либо определяется содержание кальция в суточной моче.